# Конвенція Кампали
Конвенція у Кампалі 2009 року (формальна назва, Конвенція про захист та сприяння внутрішньо переміщеним особам в Африці Африканського союзу) — багатосторонній договір Африканського союзу, що стосується внутрішньо переміщених осіб, як результату збройних конфліктів, стихійних лих та великомасштабних проектів розвитку в Африці.
Конвенція була прийната у жовтні 2009 року. Станом на 2016 рік документ був підписаний 40 і був ратифікований 25 з 54 держав-членів Африканського Союзу. Конвенція набрала чинності 6 грудня 2012 року, через 30 днів після її ратифікації п'ятнадцятою державою.
Стаття 5 (4) конкретно встановлює державну відповідальність за захист та підтримку внутрішньо переміщених осіб, переселення яких є наслідком "природних або техногенних катастроф, включаючи зміни клімату".

## Дивись також
Внутрішньо переміщені особи

## Зовнішні посилання
- Text of the Kampala Convention [Архівовано 25 серпня 2017 у Wayback Machine.]
- Signatures and ratifications.
- Further information from the Internal Displacement Monitoring Centre